# Eveni
Gli eveni (denominati anche lamuti, un termine che significa "popolo del mare" in lingua evena; in russo Эвены?, Ėveny) sono un gruppo etnico della Siberia e dell'estremo oriente russo. Vivono nell'Oblast' di Magadan, nell'Oblast' di Kamčatka e nelle regioni a nord della Repubblica di Sakha, ad est del fiume Lena. Secondo il censimento russo del 2002 vi erano 19071 eveni in Russia, mentre secondo quello del 2010, ve ne erano 22383. Inoltre nel 2001 sono stati censiti 104 eveni in Ucraina, 19 dei quali parlano eveno.
Il gruppo parla una propria lingua, la lingua evena, appartenente alla famiglia delle lingue tunguse. Sono strettamente correlati agli evenchi con cui condividono origini e cultura. Ufficialmente professano la fede ortodossa dal XIX secolo, ma vi sono, comunque, comunità di cristiani di altre confessioni nonché credenti dello sciamanesimo. Gli eveni vivono soprattutto di allevamento, caccia e pesca.
Si crede che gli antenati di questo popolo siano migrati dall'area di Transbaikal fino alle regioni costiere dell'estrema Siberia orientale.
Prima della Rivoluzione russa la divisione tra eveni ed evenchi non era così marcata, ed in gran parte della Siberia orientale essi venivano chiamati con il nome unico di tungu. La formazione etnica degli eveni è quindi un fenomeno relativamente recente, ma tuttavia complesso. 
I capi gruppo eveni cavalcavano renne e usavano cani per le slitte. L'economia era integrata con ricerche invernali per ottenere la selvaggina. I cacciatori alle volte cavalcavano le renne, altre volte si spostavano trascinati su sci di legno.
Gli alloggi tradizionali degli eveni erano tende coniche (čum) coperte da pelli di animali. Nelle aree costiere meridionali erano usate le pelli di pesce.